# ジュケイ属
ジュケイ属（ジュケイぞく、Tragopan）は、鳥綱キジ目キジ科に属する属。

## 分布
インド北部、中華人民共和国、ネパール北部、パキスタン北部、ブータン、ミャンマー西部

## 形態
尾羽の数は18枚。
本属の構成種を指す総称であるジュケイは一部の種でオスが下面が赤い羽毛で被われ、白い斑紋が入り勲章のように見える（ジュ＜綬＞は勲章に付ける短い紐）ことに由来する。オスは側頭部に肉質の突起と喉に肉垂がある。この肉質突起と肉垂は普段は収縮している。後肢には1つずつ短い蹴爪がある。

## 分類
- Tragopan blythii　ミヤマジュケイ　Blyth's tragopan
- Tragopan caboti　ジュケイ　Cabot's tragopan
- Tragopan melanocephalus　ハイイロジュケイ　Western tragopan
- Tragopan satyra　ヒオドシジュケイ　Satyr tragopan
- Tragopan temminckii　ベニジュケイ　Temminck's tragopan

## 生態
山地にある森林に生息する。
食性は雑食で、植物の葉、根、果実、種子、昆虫などを食べる。
繁殖形態は卵生。オスは側頭部にある肉質突起と喉にある肉垂を広げて求愛する。樹上に巣を作る。

## 人間との関係
開発による生息地の破壊、食用の狩猟などにより生息数は減少している。

## 画像

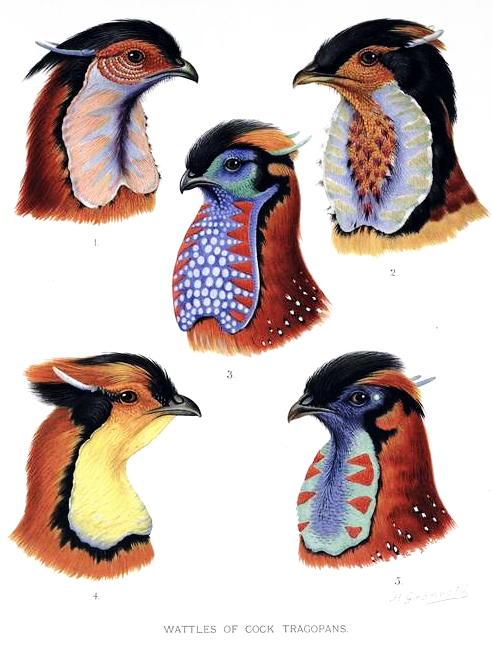
オスの肉垂
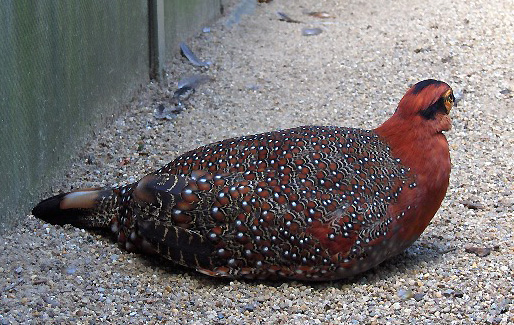
ミヤマジュケイ T. blythii
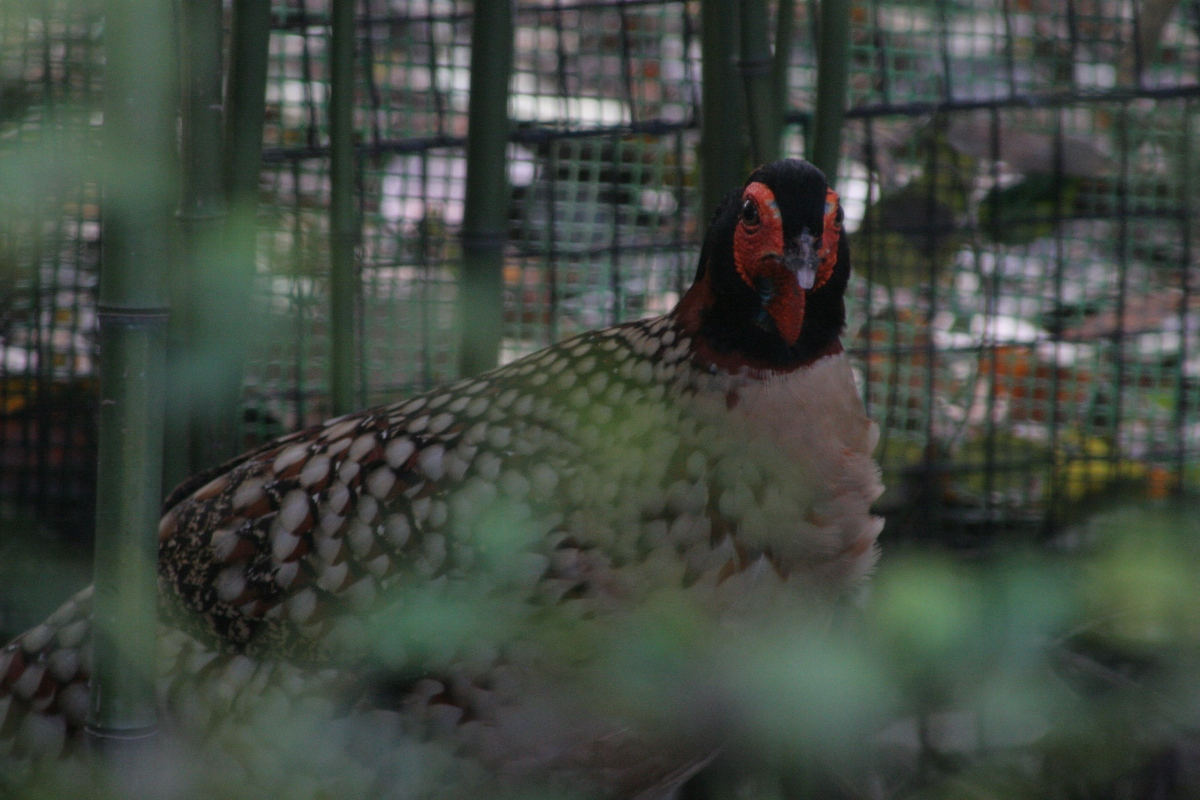
ジュケイ T. caboti
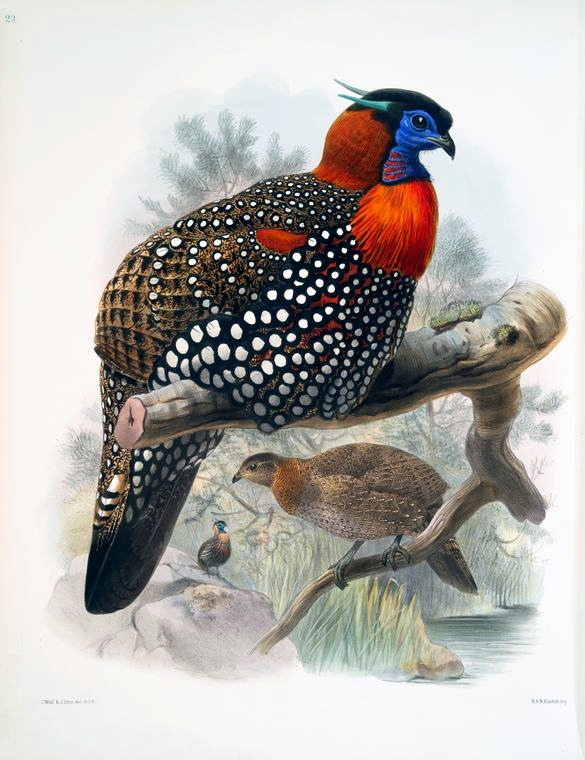
ハイイロジュケイ T. melanocephalus
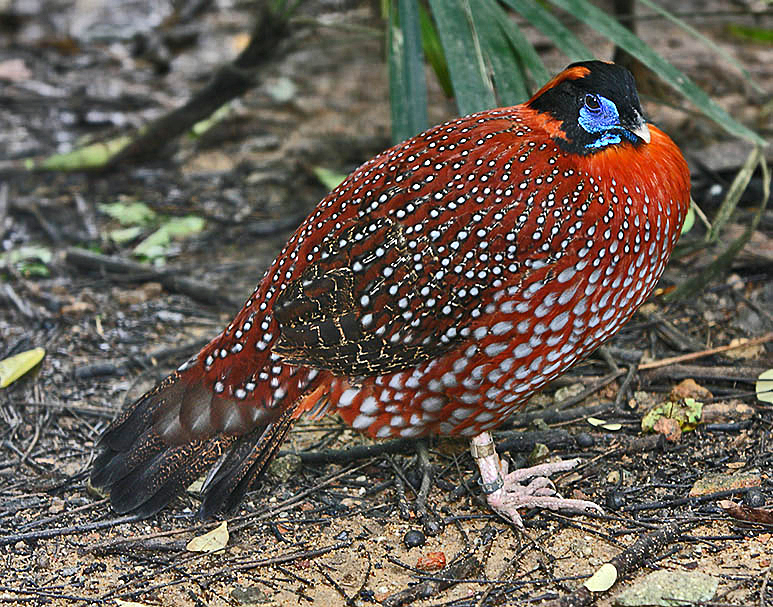
ベニジュケイ T. temminckii